# Giovanna da Bagno di Romagna
Giovanna da Bagno di Romagna (... – Bagno di Romagna, 1105 circa) è stata una religiosa italiana della congregazione camaldolese.
Fu beatificata, per equipollenza, da papa Pio VII nel 1823.

## Biografia
Abbracciò la vita religiosa come conversa nel monastero femminile di Santa Lucia a Bagno di Romagna; si distinse per la vita di preghiera e la castità.
L'appartenenza della beata all'ordine camaldolese è incerta.
Morì in tarda età e fu sepolta in un sarcofago di pietra nella chiesa conventuale di Santa Lucia.

## Culto
Nel 1287 il suo corpo fu traslato nella chiesa parrocchiale di Bagno di Romagna e collocato in un sarcofago di marmo; i resti furono nuovamente trasferiti nel 1506 e posti in un'urna in una cappella a lei dedicata.
Il suo culto ab immemorabili fu confermato da papa Pio VII il 15 aprile 1823. La sua festa si celebrava il 13 settembre presso i camaldolesi e l'11 settembre nella diocesi di Sansepolcro; la festa popolare a Bagno di Romagna si celebrava la seconda domenica di settembre.
Il suo elogio si legge nel Martirologio Romano al 16 gennaio; in diocesi di Cesena-Sarsina la memoria liturgica ricorre l'11 settembre.